# Spiti
Spiti is een woestijnachtige bergvallei in de Himalaya.
Historisch is het een koninkrijk dat ontstond na het uiteenvallen van het Tibetaanse rijk na de val van Langdarma in 842. Tegenwoordig maakt het deel uit van Lahul and Spiti in de Indiase staat Himachal Pradesh. Spiti is een van de dunst bevolkte regio's van India.
Spiti betekent middenland, wat verwijst naar de ligging tussen Tibet en India. In de geschiedenis heeft het tot beide gehoord.
De belangrijkste religie in de regio is het Tibetaans boeddhisme. In de regio bevinden zich onder meer het klooster Tabo dat in het jaar 996 werd gesticht en het klooster Key.